# Marco Zwyssig
Marco Zwyssig (San Galo, Suiza, 24 de octubre de 1971) es un exfutbolista suizo, se desempeñaba como defensa y se retiró en 2005 jugando para el FC Basel. Fue internacional con la selección de fútbol de Suiza a principios de la década del 2000.

## Clubes
| Club               | País  | Año       | Partidos | Goles |
| FC Gossau          | Suiza | 1993-1996 | 50       | 4     |
| FC St. Gallen      | Suiza | 1996-2001 | 139      | 10    |
| FC Tirol Innsbruck | Suiza | 2001-2002 | 20       | 4     |
| FC Basel           | Suiza | 2002-2005 | 93       | 3     |

- Datos: Q672448